# Kramgoa låtar 12
Kramgoa låtar 12 - Albatross utkom 1984 och är ett studioalbum av det svenska dansbandet Vikingarna. Albumet återutgavs 1988 och 1992 till CD.

## Låtlista

### Sida 1
1. Albatross
2. Så vi möts igen
3. Där rosor aldrig dör
4. Minns du de orden
5. Danny Boy (instrumental)
6. Vi måste ses igen
7. Nu är det bara du och jag

### Sida 2
1. Röda rosor, röda läppar
2. Elvis-Medley
3. Kärleken är som den är
4. Skänk en blomma
5. Raring (Honey)
6. Borta bra, men hemma bäst

## Listplaceringar
| Lista (1984) | Topplacering |
| ------------ | ------------ |
| Sverige      | 8            |